# Robert Samek
Robert Samek (22. prosince 1904 – ???) byl český a československý politik Československé strany národně socialistické (respektive Československé strany socialistické, jak byla roku 1948 přejmenována národně socialistická strana) a poválečný poslanec Ústavodárného Národního shromáždění.

## Biografie
Po parlamentních volbách v roce 1946 se stal poslancem Ústavodárného Národního shromáždění za národní socialisty. Mandát ale nabyl až dodatečně v květnu 1948 jako náhradník poté, co rezignoval poslanec Prokop Drtina. Do parlamentu nastoupil až po komunistickém převratu v roce 1948, kdy už byla národně socialistická strana ovládnuta prokomunistickou frakcí a přejmenována na Československou stranu socialistickou. V parlamentu zasedal jen krátce do voleb do Národního shromáždění roku 1948.
Od června 1954 do dubna 1955 byl u KS StB Praha evidován jako agent pod krycím jménem Bohouš.